# Corpeau
Corpeau est une commune française située dans le département de la Côte-d'Or en région Bourgogne-Franche-Comté.

## Géographie

### Climat
Pour des articles plus généraux, voir Climat de la Bourgogne-Franche-Comté et Climat de la Côte-d'Or.
En 2010, le climat de la commune est de type climat océanique dégradé des plaines du Centre et du Nord, selon une étude du Centre national de la recherche scientifique s'appuyant sur une série de données couvrant la période 1971-2000. En 2020, Météo-France publie une typologie des climats de la France métropolitaine dans laquelle la commune est exposée à un climat océanique altéré et est dans la région climatique  Bourgogne, vallée de la Saône, caractérisée par un bon ensoleillement (1 900 h/an), un été chaud (18,5 °C), un air sec au printemps et en été et des vents faibles. 
Pour la période 1971-2000, la température annuelle moyenne est de 11,2 °C, avec une amplitude thermique annuelle de 18 °C. Le cumul annuel moyen de précipitations est de 785 mm, avec 11,1 jours de précipitations en janvier et 6,8 jours en juillet. Pour la période 1991-2020, la température moyenne annuelle observée sur la station météorologique de Météo-France la plus proche, « La Rochepot », sur la commune de La Rochepot à 6 km à vol d'oiseau, est de 10,6 °C et le cumul annuel moyen de précipitations est de 849,5 mm,. Pour l'avenir, les paramètres climatiques de la commune estimés pour 2050 selon différents scénarios d'émission de gaz à effet de serre sont consultables sur un site dédié publié par Météo-France en novembre 2022.

## Urbanisme

### Typologie
Au 1er janvier 2024, Corpeau est catégorisée petite ville, selon la nouvelle grille communale de densité à 7 niveaux définie par l'Insee en 2022.
Elle appartient à l'unité urbaine de Chagny, une agglomération inter-départementale dont elle est une commune de la banlieue,. Par ailleurs la commune fait partie de l'aire d'attraction de Beaune, dont elle est une commune de la couronne,. Cette aire, qui regroupe 64 communes, est catégorisée dans les aires de 50 000 à moins de 200 000 habitants,.

### Occupation des sols
L'occupation des sols de la commune, telle qu'elle ressort de la base de données européenne d’occupation biophysique des sols Corine Land Cover (CLC), est marquée par l'importance des territoires agricoles (75,2 % en 2018), en diminution par rapport à 1990 (76,3 %). La répartition détaillée en 2018 est la suivante : 
terres arables (36,1 %), zones agricoles hétérogènes (30,7 %), zones urbanisées (24,6 %), cultures permanentes (7,5 %), prairies (0,9 %), zones industrielles ou commerciales et réseaux de communication (0,2 %). L'évolution de l’occupation des sols de la commune et de ses infrastructures peut être observée sur les différentes représentations cartographiques du territoire : la carte de Cassini (XVIIIe siècle), la carte d'état-major (1820-1866) et les cartes ou photos aériennes de l'IGN pour la période actuelle (1950 à aujourd'hui).

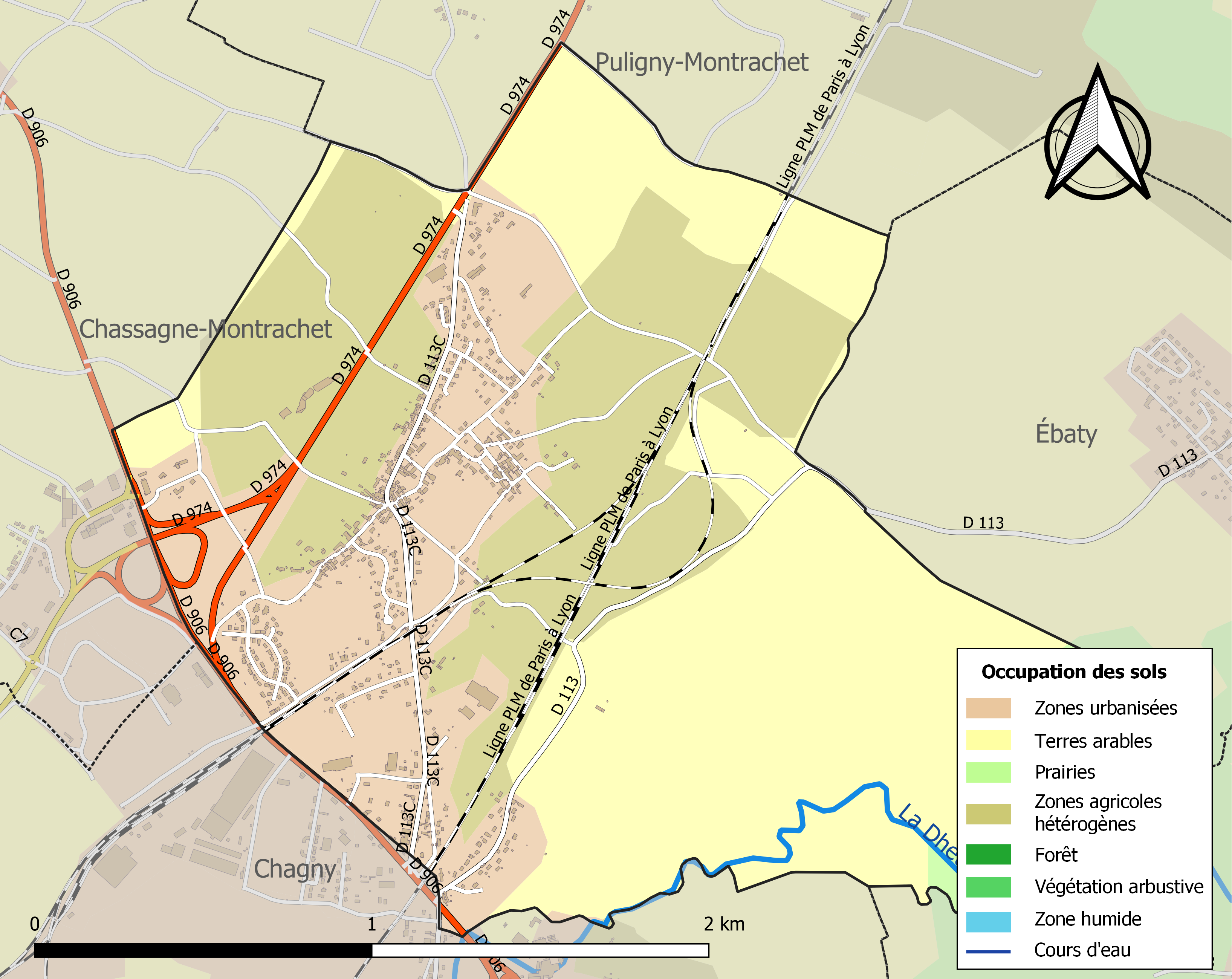
Carte des infrastructures et de l'occupation des sols de la commune en 2018 (CLC).

## Politique et administration

### Liste des maires
| Période                                  | Période   | Identité            | Étiquette | Qualité               |
| ---------------------------------------- | --------- | ------------------- | --------- | --------------------- |
| 1829                                     | ?         | Stephen Arnoult     |           | Auteur                |
| 1860                                     | 1870      | Joseph Marie Dubois |           | Négociant             |
| vers 1945                                | 1989      | Robert Chambard     | PCF       | Viticulteur           |
| 1989                                     | 2001      | Jean Amathieu       |           |                       |
| mars 2001                                | mars 2013 | Gérard Boula        |           |                       |
| mai 2013                                 |           | Michel Ponelle      |           |                       |
| mars 2014                                | En cours  | Sandrine Arrault    | Droite    | Employée territoriale |
| Les données manquantes sont à compléter. |           |                     |           |                       |

## Démographie
L'évolution du nombre d'habitants est connue à travers les recensements de la population effectués dans la commune depuis 1793. Pour les communes de moins de 10 000 habitants, une enquête de recensement portant sur toute la population est réalisée tous les cinq ans, les populations de référence des années intermédiaires étant quant à elles estimées par interpolation ou extrapolation. Pour la commune, le premier recensement exhaustif entrant dans le cadre du nouveau dispositif a été réalisé en 2008.

En 2022, la commune comptait 962 habitants, en évolution de +0,1 % par rapport à 2016 (Côte-d'Or : +0,82 %, France hors Mayotte : +2,11 %).
| 1793 | 1800 | 1806 | 1821 | 1831 | 1836 | 1841 | 1846 | 1851 |
| ---- | ---- | ---- | ---- | ---- | ---- | ---- | ---- | ---- |
| 233  | 255  | 296  | 322  | 353  | 320  | 310  | 344  | 359  |

| 1856 | 1861 | 1866 | 1872 | 1876 | 1881 | 1886 | 1891 | 1896 |
| ---- | ---- | ---- | ---- | ---- | ---- | ---- | ---- | ---- |
| 347  | 364  | 366  | 376  | 377  | 432  | 402  | 428  | 421  |

| 1901 | 1906 | 1911 | 1921 | 1926 | 1931 | 1936 | 1946 | 1954 |
| ---- | ---- | ---- | ---- | ---- | ---- | ---- | ---- | ---- |
| 414  | 406  | 378  | 378  | 411  | 441  | 394  | 417  | 385  |

| 1962 | 1968 | 1975 | 1982 | 1990 | 1999  | 2006  | 2008  | 2013 |
| ---- | ---- | ---- | ---- | ---- | ----- | ----- | ----- | ---- |
| 392  | 422  | 466  | 618  | 938  | 1 002 | 1 033 | 1 042 | 979  |

| 2018 | 2022 | - | - | - | - | - | - | - |
| ---- | ---- | - | - | - | - | - | - | - |
| 975  | 962  | - | - | - | - | - | - | - |

## Lieux et monuments

### Église Saint-Pierre
Construite entre 1877 et 1880, l'église, placée sous le vocable de saint Pierre, est de style néo-gothique. Sa flèche octogonale, haute de 35 mètres, a une silhouette caractérisée par ses ouvertures quadrilobées et ses arêtes jalonnées d'ergots. Son clocher présente la particularité d'abriter quatre cloches. Ses vitraux ont été détruits par l'explosion d'un train de munitions allemand le 22 août 1944, et seules les deux rosaces du transept, moins abimées, ont pu être conservées.

### Station-service
Sur le territoire de la commune se trouve l'une des rares stations-service protégées au titre des Monuments historiques en France, construite en 1958 en lisière de Chagny, au bord de la route nationale 6.

## Personnalités liées à la commune
- Stephen Arnoult (1782-1869) : auteur dramatique.

## Héraldique
| Blason | Blasonnement : D'argent au cep de vigne de tenné à deux branches écotées et posées en chevron renversé, leurs extrémités palissées sur trois fils de sable posés en fasce en chef, le cep sommé entre les branches d'un tonnelet de tenné posé de front, surmonté de l'inscription « Corpeau » de sable, elle-même surmontée de la lettre N du même, brochant sur les fils, ledit cep adextré d'une grappe de raisin d'azur, feuillée et pamprée de sinople et de la lettre O de sable, senestré de l'église du lieu d'or, ouverte, ajourée et essorée de tenné, et de la lettre E de sable, soutenu d'un TGV contourné de sinople chargé d'un bandeau d'argent surchargé de l'inscription « Village de Bourgogne », lui-même soutenu d'une fleur de tournesol feuillée d'or, accostée de deux listels d'azur faillis vers le centre et chargés chacun d'un poisson d'or, les deux poissons affrontés, et à la lettre S de sable en pointe, le tout enfermé dans une filière componée d'azur et d'argent. |

## Festivités
Corpeau est l'un des 3 villages viticoles (avec Puligny-Montrachet et Blagny) où se déroulera les 19 et 20 mars la Saint-Vincent tournante 2022. Au programme de ce weekend à l'ambiance conviviale : procession des confréries traditionnelles en musique, cérémonie à l'église et dégustations de vins de Bourgogne et de spécialités du terroir.